# Fuifje
Fuifje is een lied van de Nederlandse cabaretier en acteur Henry van Loon als zijn personage DoeMaarDave uit de serie Random Shit. Het werd in 2019 als single uitgebracht.

## Achtergrond
Fuifje is geschreven door Timon van den Elskamp en geproduceerd door Teemong. Het is een nummer uit het genre feestmuziek. In het lied bezingt de liedverteller het fenomeen "fuifje", wat kan worden gezien als een bescheiden feestje. Het lied is ontstaan vanuit een aflevering van de Random Shit die werd geregisseerd door Teemong. Hierin is Van Loon te zien, terwijl hij als zanger in de kroeg het nummer zingt. De baas van het café is echter niet blij met het lied, omdat hij liever muziek van Peter Koelewijn wil horen. Na de aflevering werd het nummer veel gedeeld en gebruikt in filmpjes op sociale media, waardoor het eerst bovenaan in de Nederlandse Viral Top 50 lijst van Spotify kwam, om vervolgens de Nederlandse hitlijsten te bereiken.
Van Loon had voor Fuifje al eerder muziek uitgebracht als zijn personage DoeMaarDave. Dit waren de nummers Meisjes in 2010 en Apres ski in 2012.

## Hitnoteringen
Van Loon had succes met het lied in de hitlijsten van Nederland. Het piekte op de 69e plaats van de Single Top 100 en stond dertien weken in deze hitlijst. De Top 40 werd niet bereikt; het lied bleef steken op de twaalfde plaats van de Tipparade. 